# Herbita praeditaria
Herbita praeditaria är en fjärilsart som beskrevs av Herrich-Schäffer 1856. Herbita praeditaria ingår i släktet Herbita och familjen mätare. Inga underarter finns listade i Catalogue of Life.